# Lietuvos Taurė 2024
La Lietuvos Taurė 2024, anche nota come FPRO LFF Tauré 2024, è stata la 36ª edizione della coppa nazionale di Lituania, iniziata l'11 aprile 2024 e terminata il 29 settembre 2024. La squadra vincitrice ha ottenuto la qualificazione per la UEFA Conference League 2025-2026.
La squadra campione in carica era il TransINVEST. La competizione è stata vinta dal Banga Gargždai, che ha vinto la sua prima coppa nazionale dopo aver battuto in finale l'Hegelmann alla lotteria ai rigori maturata dopo lo 0-0 ai supplementari e terminata 4-1.

## Calendario
Il formato rimane lo stesso dell'edizione precedente: le squadre riserve non prendono parte alla competizione, mentre le squadre di A lyga entrano nella coppa dal secondo turno.
| Turno            | Sorteggio      | Date              |
| ---------------- | -------------- | ----------------- |
| Primo turno      | 11 aprile 2024 | 19-23 aprile 2024 |
| Secondo turno    | 24 aprile 2024 | 3-7 maggio 2024   |
| Ottavi di finale | 10 maggio 2024 | 21-30 maggio 2024 |
| Quarti di finale | 21 giugno 2024 | 6-27 agosto 2024  |
| Semifinali       | 21 giugno 2024 | 18 settembre 2024 |
| Finale           | 21 giugno 2024 | 29 settembre 2024 |

## Primo turno
Il sorteggio per il primo turno si è tenuto l'11 aprile 2024.
| Squadra 1            | Risultato   | Squadra 2         |
| -------------------- | ----------- | ----------------- |
| 19 aprile 2024       |             |                   |
| Venta Kuršėnai       | 0 - 4       | BFA               |
| Granitas Vilnius     | 0 - 2       | BE1               |
| Sviedinys            | 1 - 2       | Nemunas           |
| 20 aprile 2024       |             |                   |
| Šilutė               | 1 - 2 (dts) | FK Atmosfera      |
| Fortūna              | 1 - 2       | Viltis            |
| Saned                | 0 - 5       | Garliava          |
| Ave.Ko.              | 0 - 8       | Tauras            |
| Širvėna              | 0 - 5       | Babrungas Plungė  |
| 21 aprile 2024       |             |                   |
| Nadruvis             | 0 - 13      | Ekranas           |
| Katastrofa Vilnius   | 0 - 10      | VGTU-Vilkai       |
| Futboliukas Vilnius  | 0 - 3       | Minija Kretinga   |
| Geležinis Vilkas     | 1 - 5       | Statyba Jonava    |
| Top Kickers DAligner | 3 - 5 (dts) | Dembava           |
| Kazlu Ruda           | 1 - 4       | Jonava            |
| AFK Vilnius          | 7 - 0       | Utenis Utena      |
| Baltai Kaišiadorys   | 0 - 3       | Sirijus Klaipėda  |
| Euforija-Tirola      | 5 - 0       | Tera Vilnius      |
| 22 aprile 2024       |             |                   |
| Neptūnas             | 1 - 3       | Riteriai          |
| 23 aprile 2024       |             |                   |
| Utenos Utena         | 0 - 9       | Klaipėdos FM      |
| Trivartis Vilnius    | 1 - 10      | Spartakas Ukmerge |

## Secondo turno
Il sorteggio per il secondo turno si è tenuto il 24 aprile 2024.
| Squadra 1        | Risultato       | Squadra 2         |
| ---------------- | --------------- | ----------------- |
| 3 maggio 2024    |                 |                   |
| Euforija-Tirola  | 1 - 11          | TransINVEST       |
| 4 maggio 2024    |                 |                   |
| Statyba Jonava   | 1 - 5           | Jonava            |
| 5 maggio 2024    |                 |                   |
| Sirijus Klaipėda | 2 - 5           | Džiugas Telšiai   |
| Dembava          | 3 - 4           | Babrungas Plungė  |
| AFK Vilnius      | 1 - 1 (6-7 dtr) | Klaipėdos FM      |
| 6 maggio 2024    |                 |                   |
| DFK Dainava      | 0 - 2           | Hegelmann Litauen |
| Žalgiris         | 2 - 1           | Panevėžys         |
| VGTU-Vilkai      | 1 - 2           | Spartakas Ukmerge |
| 7 maggio 2024    |                 |                   |
| Tauras           | 0 - 4           | Šiaulių FA        |
| Riteriai         | 3 - 5 (dts)     | Banga Gargždai    |
| Minija Kretinga  | 1 - 1 (3-5 dtr) | Sūduva            |
| Garliava         | 0 - 5           | Kauno Žalgiris    |
| Nemunas          | 3 - 1           | Sveikata          |
| BE1              | 0 - 1           | Ekranas           |
| FK Atmosfera     | 6 - 0           | BFA               |
| 8 maggio 2024    |                 |                   |
| Viltis           | 1 - 2 (dts)     | Nevėžis           |

## Ottavi di finale
Il sorteggio per gli ottavi di finale si è tenuto il 10 maggio 2024.
| Squadra 1         | Risultato       | Squadra 2         |
| ----------------- | --------------- | ----------------- |
| 21 maggio 2024    |                 |                   |
| Šiauliai          | 1 - 1 (7-6 dtr) | Sūduva            |
| 22 maggio 2024    |                 |                   |
| Klaipėdos FM      | 1 - 4           | Banga Gargždai    |
| Jonava            | 0 - 2           | FK Atmosfera      |
| 28 maggio 2024    |                 |                   |
| Nevėžis           | 2 - 1           | Ekranas           |
| Babrungas Plungė  | 2 - 3           | Hegelmann Litauen |
| Spartakas Ukmerge | 1 - 2           | Džiugas Telšiai   |
| 29 maggio 2024    |                 |                   |
| Nemunas           | 0 - 7           | Kauno Žalgiris    |
| 30 maggio 2024    |                 |                   |
| TransINVEST       | 2 - 1           | Žalgiris          |

## Quarti di finale
Il sorteggio per i quarti di finale si è tenuto il 21 giugno 2024.
| Squadra 1      | Risultato | Squadra 2         |
| -------------- | --------- | ----------------- |
| 6 agosto 2024  |           |                   |
| FK Atmosfera   | 0 - 4     | Hegelmann Litauen |
| 13 agosto 2024 |           |                   |
| Nevėžis        | 0 - 5     | Banga Gargždai    |
| 13 agosto 2024 |           |                   |
| Kauno Žalgiris | 3 - 1     | Šiauliai          |
| 27 agosto 2024 |           |                   |
| TransINVEST    | 1 - 2     | Džiugas Telšiai   |

## Semifinali
| Squadra 1         | Risultato | Squadra 2         |
| ----------------- | --------- | ----------------- |
| 18 settembre 2024 |           |                   |
| Kauno Žalgiris    | 0 - 1     | Banga Gargždai    |
| Džiugas Telšiai   | 1 - 2     | Hegelmann Litauen |

## Finale
| Arbitro: | Orestas Abramavičius |

|                                            |                      |                           |
| Januševskij Ramanauskas Vėževičius Antužis | Tiri di rigore 4 – 1 | Brisola Figueredo Armalas |